# Vitālijs Barinovs
Vitālijs Barinovs (Jūrmala, Letonia, 4 de mayo de 1993) es un futbolista letón. Juega de defensa en la S. D. Borja de la Tercera División de España.

## Selección nacional
| Selección        | País    | Año       | PJ | Goles |
| ---------------- | ------- | --------- | -- | ----- |
| Selección sub-19 | Letonia | 2011-2012 | 5  | 0     |
| Selección sub-21 | Letonia | 2015      | 7  | 0     |

## Clubes
| Club                    | País     | Año       |
| ----------------------- | -------- | --------- |
| FC Tranzit              | Letonia  | 2009-2011 |
| FK Ventspils            | Letonia  | 2011-2015 |
| Riga FC                 | Letonia  | 2016      |
| FK Jonava               | Lituania | 2017      |
| Leiknir Fáskrúdsfjordur | Islandia | 2017      |
| Altona 93               | Alemania | 2018      |
| IK Junkeren             | Noruega  | 2019      |
| S. D. Borja             | España   | 2020-     |